# Anyte (krater)
Anyte är en nedslagskrater på planeten Merkurius, med en diameter på ungefär 20 kilometer.
2017 uppkallades kratern efter den grekiska skalden Anyte.